# Quebrada Canuja
La quebrada Canuja o quebrada del Canuja, es un gran cuerpo de agua ubicado en la provincia de Satipo, departamento de Junín, en el centro del Perú.

## Descripción
La quebrada se encuentra en el distrito de Río Tambo, en la parte más oriental de la provincia de Satipo (departamento de Junín), cerca a la ciudad de Atalaya, que pertenece al departamento de Ucayali.
Nace de una vertiente subterránea que tiene un recorrido de 5 kilómetros antes de desembocar en el río Tambo. Su cauce tiene de 5 a 8 metros de ancho y su profundidad entre los 0,5 m a 1,5 metros. Se caracteriza por ser de un color turquesa con temperaturas que alcanzan los 18 °C.

## Uso
En una parte de la quebrada funciona la Central Hidroeléctrica de Canuja bajo funcionamiento por la empresa estatal Electro Ucayali, que abastece de agua a la ciudad de Atalaya y a los pueblos alrededores. Existió presencia de culturas precolombinas amazónicas en los alrededores de la quebrada, principalmente por el petroglifo monstruo de Canuja. Tanto por su influencia cultural como por sus aguas, Canuja funciona como un sitio turístico de cultural, con presencia masiva de ciudadanos provenientes de Atalya.
La Autoridad Nacional del Agua para haciendo monitorios constantes a la quebrada para su conservación adecuada. En septiembre de 2020 se fundó la Central Solar Atalaya a orillas de la quebrada, para aumentar la capacidad de la Central Hidroeléctrica de Canuja en el servicio de energía eléctrica, la central solar fue la primera en la amazonía peruana, así como la primera microrred de energía solar inteligente a nivel nacional.